# Usina Hidrelétrica de Caconde
A Usina Hidrelétrica de Caconde está localizada no Rio Pardo no Município de Caconde (SP).

## Características
Suas obras foram iniciadas em 1958. Com o término das usinas Limoeiro e Euclides da Cunha, o pessoal com experiência foi aproveitado para construir a Usina de Caconde. O local da construção da Usina era denominado "Graminha", no inicio após a conclusão da obra, passou a ser conhecida como "Usina Graminha".
A mudança do nome da Usina Graminha para Usina Caconde foi no ano 1966, depois da união de todas as pequenas companhias de eletricidade que formaram a CESP, em homenagem a cidade de Caconde.
Para alimentar a obra, a pequena Usina Paradouro, da Companhia Geral de Eletricidade - CGE, supriu o canteiro de obras. Esta Usina fica logo à jusante da Usina Caconde. Após a entrada em operação da Usina, não mais gerou energia por falta d´água naquela Usina, pois só tinha água, quando estava aberta a Comporta de Regulação ou vertendo pela Tulipa.
Com a conclusão da obra do sistema hidráulico, barragem de terra, com todos os equipamentos eletromecânicos já instalados na Casa de Força, Edifício de Comando, Subestação e linha de transmissão de 138kV até à Usina Euclides da Cunha, foi inaugurada e entrou em operação:
- 1.ª Unidade Geradora em 15 de setembro de 1966;
- 2.ª Unidade Geradora em 28 de setembro de 1966.
Após a enchente do Rio Pardo em 1977, foi reestudada a capacidade da vazão decamilenar pelos órgãos de descarga e chegaram à conclusão que eram insuficientes os mesmos e começaram a construir o vertedouros de superfície suplementar com as duas comportas tipo setor na margem esquerda da barragem de terra em 1988 e concluíram sua obra em setembro de 1992. A usina de Caconde possui potência instalada de 80,40 MW.

## Dados técnicos
- Início da Operação: 15/09/1966
- Extensão da Barragem: 450 metros

Reservatório
- Área: 31 km2[1]
- Cota Máxima Útil: 855,00 metros
- Cota Mínima Útil: 825,50 metros
- Volume Útil de Água Acumulado: 540x10^6m³

Vertedouro
- Número de Comportas: 2
- Altura da Queda d'água: 105 metros

Capacidade Instalada
- Número de turbinas: 2
- Tipo: Francis
- Potência por Unidade: UG1 = 41,2 MW, UG2 = 39,2 MW
- Queda útil nominal:

Subestação Elevadora
- Número de Circuitos: 2
- Tensão Nominal: 138 kV